# Brantigny
Brantigny é uma comuna francesa na região administrativa do Grande Leste, no departamento de Vosges. Estende-se por uma área de 3.01 km². Em 2010 a comuna tinha 218 habitantes (densidade: 72,4 hab./km²).